# Joan Aragonès i Llaberia
Joan Aragonès i Llaberia (Mont-roig del Camp, 22 de maig de 1929 - Tarragona, 17 de març de 2020) fou un capellà català i president de la Fundació Hospital de Sant Pau i Santa Tecla de Tarragona.
Llicenciat en Teologia i Sagrada Escriptura, fou ordenat prevere pel cardenal Tedeschini l'11 de març de 1952 a Roma i ocupà el càrrec de canonge de la Catedral de Tarragona.
A mitjan segle xx començà a exercir com a prior de l'Hospital de Sant Pau i Santa Tecla de Tarragona, oficiant els serveis religiosos i amb l'acompanyament espiritual i humà als malalts. Fou també durant molts anys president d'aquesta fundació.
Ocupà diversos càrrecs eclesiàstics: delegat diocesà d'Ensenyament i Catequesi entre 1971 i 1984, consiliari del Moviment Familiar Cristià de 1977 fins a l'any 2004, delegat diocesà per al Patrimoni Artístic i Documental i Art Sacre entre 1988 i 2002, degà del Capítol de la Catedral entre 2001 i 2004.
A més, va ser professor del Seminari Pontifici entre 1955 i 1976, capellà de les Germanetes dels Pobres de Tarragona entre 1956 i 1960 i de les Filles de la Caritat de Sant Vicenç de Paül entre 1960 i 1996, membre del Consell de Presbiteri entre 1971 i 2003, membre del Col·legi de Consultors de l'Arquebisbat entre 1984 i 2003 i administrador parroquial de Sant Miquel de Mont-roig del Camp i de la tinença de Santa Maria Magdalena a Miami Platja entre 2012 i 2013.
L'any 1969 va iniciar la docència a l'Escola de Teologia —l'actual Institut Superior de Ciències Religioses Sant Fructuós—, i en fou professor fins al 2004. També va ser el president de la Comissió diocesana del Concili Provincial Tarraconense i president del Patronat de l'Escola Universitària de Treball Social entre 1984 i 1985.